# Malá Dobroň
Malá Dobroň, ukrajinsky Мала Добронь, maďarsky Kisdobrony, je obec ve velykodobroňské územní komunitě, v okrese Užhorod, v Zakarpatské oblasti na Ukrajině. V roce 2001 zde žilo 1872 obyvatel, z toho 98,45 % obyvatel bylo maďarské národnosti.

## Části obce
- Demeči (ukrajinsky Демечі)

## Historie
Do uzavření Trianonské smlouvy byla obec součástí Uherska, poté byla součástí Československa. V roce 1930 zde žilo 1 283 obyvatel. V důsledku první vídeňské arbitráže byla obec v letech 1938 až 1945 součástí Maďarského království. Od roku 1945 byla obec součástí Ukrajinské sovětské socialistické republiky, která byla součástí SSSR. Od roku 1991 je součástí nezávislé Ukrajiny.